# Acidaliastis vinnularia
Acidaliastis vinnularia är en fjärilsart som beskrevs av Hans Rebel 1907. Acidaliastis vinnularia ingår i släktet Acidaliastis och familjen mätare. Inga underarter finns listade i Catalogue of Life.